# Itacurubi
Itacurubi este un oraș în Rio Grande do Sul (RS), Brazilia.